# Streptanthus gracilis
Streptanthus gracilis là một loài thực vật có hoa trong họ Cải. Loài này được Eastw. miêu tả khoa học đầu tiên năm 1902.